# Золение
Золе́ние — технологический процесс в кожевенном производстве, заключающийся в обработке кожевенного полуфабриката (шкур, голья) так называемой зольной жидкостью. Выполняется во вращающихся аппаратах (барабанах или миксерах). Раньше для этого применялись шнековые аппараты, а также различные ёмкости, называемые «зольниками», — ямы, выложенные деревом, каменные цементированные цистерны, чаны.
Зольная жидкость (иногда называемая, как и ёмкость для золения, зольником) представляет собой суспензию на основе гидроксида кальция (гашёной извести). Может иметь различный состав (в частности, иногда в зольную жидкость добавляют сульфид натрия), концентрацию, кислотность и температуру.
Целью золения является ослабление связей волоса с дермой в кожевенном полуфабрикате, частичное омыление жировых веществ, а также удаление межволоконных веществ и разделение крупных структурных элементов дермы на более мелкие. Золение является важным элементом подготовки к последующему дублению, поскольку в результате золения повышается проницаемость дермы для проникновения в неё дубителей.
Эффективность золения зависит от характеристик зольной жидкости, а также продолжительности процесса и особенностей механического воздействия на полуфабрикат. Для получения более мягких видов кожи применяют более интенсивное золение.
Нарушение режима золения приводит к возникновению пороков на лицевой поверхности кожи, а также к нежелательным изменениям её механических свойств (снижению предела прочности при растяжении, чрезмерному удлинению).